# Krokom (Gemeinde)
Koordinaten: 63° 20′ N, 14° 27′ O

Krokom ist eine Gemeinde (schwedisch kommun) in der schwedischen Provinz Jämtlands län und der historischen Provinz Jämtland. Der Hauptort der Gemeinde ist Krokom.
Weitere Ortschaften sind Änge, Kaxås, Ås, Aspås, Dvärsätt, Föllinge, Nälden, Alsen, Trångsviken, Vaplan, Ytterån u. a. m. Durch die Gemeinde führt die Europastraße E 14.

## Geographie
Die Gemeinde erstreckt sich von der norwegischen Grenze etwa 100 Kilometer nach Süden bis zum See Storsjön. Der nördliche Teil der Gemeinde wird vom Skandinavischen Gebirge eingenommen, das zu einer Hochebene abfällt, das aus abwechselnd Seen, Hochmooren und Wäldern besteht.

## Wirtschaft
Die Land- und Forstwirtschaft sind stark vertreten. Etwa 12 Prozent der Erwerbstätigen arbeiten im primären Sektor und nur 15 Prozent in der Industrie.

## Sehenswürdigkeiten
Kulturhistorisch interessante und wertvolle Besiedelungen finden sich bei Alsen, 30 Kilometer nordwestlich von Krokom, und bei Offerdal, 30 Kilometer nördlich von Krokom. Bei Offerdal gibt es auch eisenzeitliche Grabhügel. Bei Glösa und bei Gärde liegen einzigartige, bis zu 7000 Jahre alte Felsritzungen. U.a. kann man drei in Lebensgröße abgebildete Elche sehen (Gärde). 110 Kilometer nördlich von Krokom liegen die Hasslingsåfälle. Hier überwindet der Fluss Hasslingså einen Höhenunterschied von ca. 100 Metern in mehreren Fällen und Stromschnellen.